# Lars-Erik Öller
Lars-Erik Öller, född 1939, är en svensk ekonom.
Öller var adjungerad professor i ekonomisk statistik vid Handelshögskolan i Stockholm 1994–2000.